# Century City (Los Ángeles)

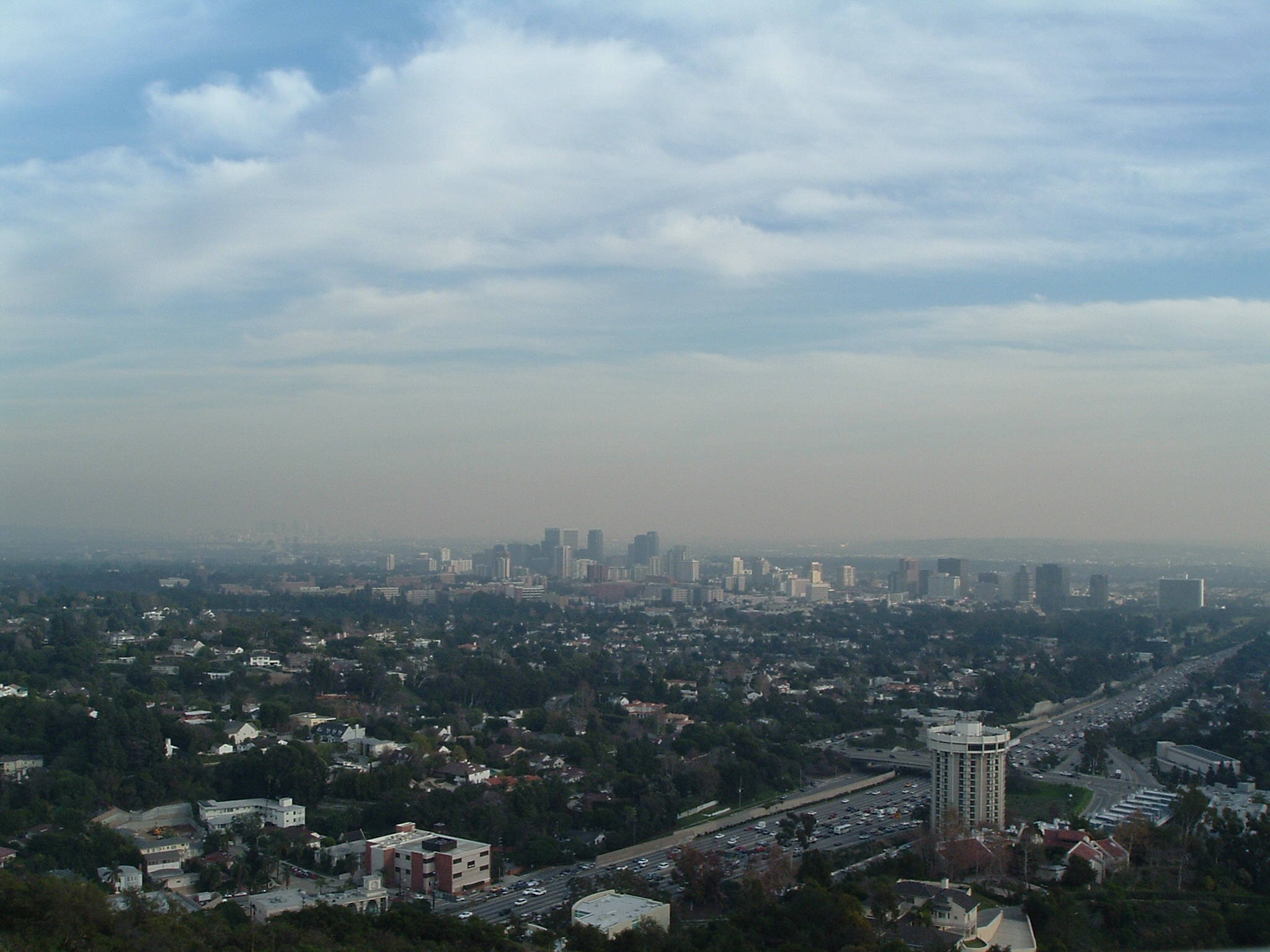
Vista del panorama urbano de Century City desde el Getty Center.

El distrito de Century City es un distrito financiero, comercial y residencial de 712.000 m² (176 acres) en el lado oeste de la ciudad de Los Ángeles, California, Estados Unidos. Está bordeado por los distritos de Westwood al oeste, Rancho Park al Suroeste, Cheviot Hills y Beverlywood al Sureste y Beverly Hills al norte. Las calles principales son los bulevares Santa Mónica, Olympic y Pico. También Avenue of the Stars (Avenida de las estrellas) y Calle Century Park Este y Oeste.
El distrito es un lugar importante de compañías de licenciados, y varios ejecutivos en la industria del entretenimiento tienen sus oficinas aquí. El almacén Westfield es uno de los lugares de compras más visitados en Los Ángeles.

## Panorama urbano

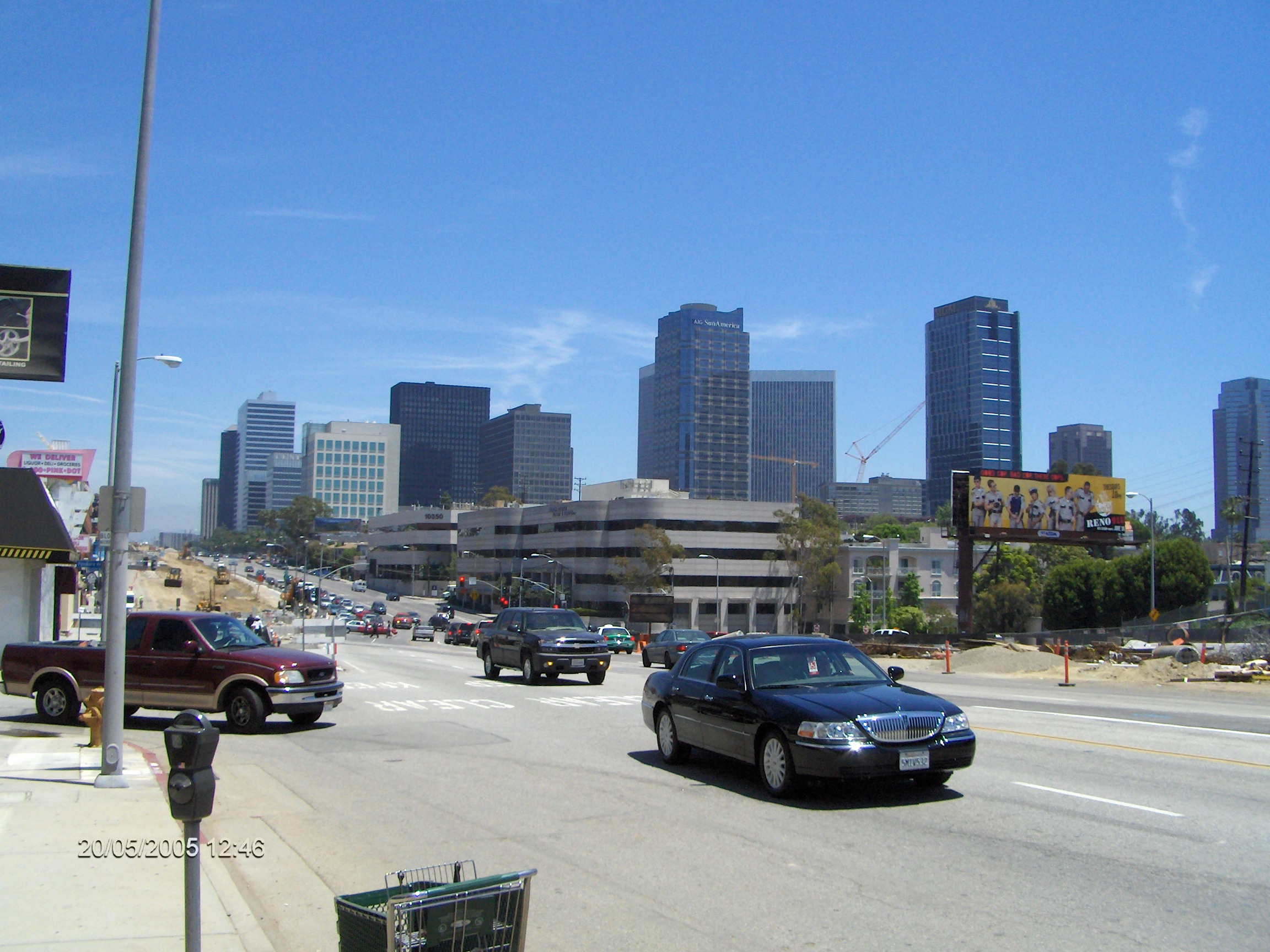
Panorama urbano desde el bulevar de Santa Mónica.

El panorama urbano es un buen contraste de casa de viviendas singulares y los rascacielos tras ellas. Los rascacielos de Century City fueron unos de los primeros rascacielos construidos en Los Ángeles después de las nuevas regulaciones en los años 1960, para edificios que puedan resistir terremotos.
Las torres más reconocidas de Century City son:
- Fox Plaza, centro de operaciones de 20th Century Studios, compañía de producción de películas; Star Wars, Indiana Jones, etc.) es más conocida como Nakatomi Plaza en la película Die Hard.
- La torre Constellation Place (anteriormente la MGM Tower) tiene las sedes de Houlihan Lokey,[1][2] International Creative Management,[1][3] y International Lease Finance Corporation.[4][5]
  - Antes de 19 de agosto de 2011, el MGM Tower tenía el centro de negocios de la compañía histórica de Hollywood, Metro-Goldwyn-Mayer[6]
- Centro AIG SunAmerica.
- Century Plaza Hotel.
- Torres Gemelas Century Plaza

Univision tiene su sede en Century City.

## Historia del área
Durante un tiempo, el área era propiedad de la compañía 20th Century Fox Studios. La compañía ordenó un estudio para determinar una construcción planeada por la compañía Welton Becket, la cual inició los planes en el área del "Viejo Oeste" (old west) del lote de producción en 1957.
En 1963 el primer edificio, Century City Gateway West, fue completado, seguido por el Hotel Century Plaza por Minoru Yamasaki en 1964. En los planes de estudio, tenían preparado un área para el pasaje de la autovía de Beverly Hills y un sistema de transporte público, pero los dos nunca se hicieron realidad, debido a varios incidentes de congestión. La Autoridad de Transporte Público de Los Ángeles tiene planes de extender la línea Morada subterránea (antes se llamaba Línea Roja) del Centro de Los Ángeles al océano Pacífico por el Boulevard Wilshire, con paradas en Century City.